# Phesatiodes fuscosignatus
Phesatiodes fuscosignatus là một loài bọ cánh cứng trong họ Cerambycidae.